# Avvocato (Italia)
L'avvocato, in Italia, è un libero professionista che si occupa di consulenza, assistenza e rappresentanza legale.

## Storia
Tra le prime norme che regolavano la professione vi furono la legge 8 giugno 1874, n. 1938 e la legge 25 marzo 1926, n. 453 che rispettivamente regolamentavano l'esercizio e l'ordinamento delle professioni di avvocato e procuratore, e ponevano come requisito per l'esercizio l'iscrizione in apposito albo professionale. La disciplina normativa venne poi raccolta in alcuni regi decreti degli anni trenta, come il regio decreto-legge 27 novembre 1933, n. 1578 e il regio decreto 22 gennaio 1934, n. 37, quest'ultimo contenente disposizioni essenzialmente concernenti l'esame abilitante. La legge 24 febbraio 1997, n.127 soppresse l’albo dei procuratori legali e di conseguenza, all’atto di superamento dell’esame di abilitazione, il titolo di avvocato si acquista dopo aver prestato giuramento di rito ed essere iscritti all’albo degli avvocati
Il 21 maggio 2008 venne depositato un disegno di legge al Senato della Repubblica il cui testo venne approvato dalla relativa Commissione Giustizia il 23 novembre 2010. Dopo il passaggio alla Camera (con modificazioni), il 21 dicembre 2012 il Senato della Repubblica approvò definitivamente la riforma con la legge 31 dicembre 2012, n. 247, che peraltro rimandava, per alcuni aspetti, a decreti di attuazione per la disciplina di alcune materie; come ad esempio per quanto riguarda l'esercizio della professione forense in forma di società. La riforma fu approvata alla fine del 2012 "in articulo mortis", cioè quale ultimo provvedimento del Senato della Repubblica, sopravanzando altri provvedimenti dichiarati più urgenti dallo stesso governo, quali ad esempio quello su una riforma del diritto processuale penale e incontrò alcune critiche poiché sembrava essa si muovesse nella direzione opposta all'auspicata dal governo Monti e alcuni da economisti della liberalizzazione delle professioni, essendovi presenti elementi che avrebbero lasciato propendere per una sua "imposizione" da parte della lobby degli avvocati, che talvolta ha dimostrato di avere una certa influenza nel parlamento italiano: ad esempio veniva introdotta una riserva sulla consulenza legale, anche quando sia trattato di parere legale, poiché sarebbe venuta a essere riservata esclusivamente agli iscritti all'albo degli avvocati; in tal senso, ciò avrebbe denotato il carattere regressivo della riforma rispetto alla programmata liberalizzazione delle professioni e dell'economia, richiesta al governo italiano anche dall'Unione europea, che vi fece un esplicito riferimento anche nelle raccomandazioni del Consiglio europeo all'Italia.
A partire dal 2013 l'esame per l'accesso alla professione è stato spesso oggetto di critiche, in particolare per quanto riguarda la parte scritta, sia per i tempi impiegati per correggere gli elaborati (circa 6 mesi), sia per le modalità di correzione (ad esempio per il tempo di correzione, considerato talvolta troppo breve per una effettiva disamina) sia per il numero dei promossi, quasi sempre abbondantemente sotto la metà.

## Disciplina normativa generale
Nell'ordinamento giuridico italiano, la professione è disciplinata principalmente da:
- Legge 8 giugno 1874, n. 1938 ("Legge che regola l'esercizio della professione di Avvocato e di Procuratore");
- Legge 25 marzo 1926, n. 453 ("Sull'ordinamento delle professioni di avvocato e di procuratore");
- Regio decreto-legge 27 novembre 1933, n. 1578 ("Ordinamento delle professioni di avvocato e di procuratore");
- Regio decreto-legge 22 gennaio 1934, n. 37 ("Norme integrative e di attuazione del regio decreto-legge 27 novembre 1933, n. 1578; sull'ordinamento delle professioni di avvocato e di procuratore");
- Legge 28 maggio 1936, n. 1003 ("Norme per l'iscrizione nell'albo speciale per il patrocinio davanti alla Corte di cassazione ed alle altre giurisdizioni superiori")
- Legge 13 giugno 1942, n. 794 ("Onorari di avvocato e di procuratore per prestazioni giudiziali in materia civile"):
- D.P.R. 10 aprile 1990, n. 101 ("Regolamento relativo alla pratica forense per l'ammissione all'esame di avvocato");[10]
- Legge 24 febbraio 1997, n. 27 (che ha soppresso la figura del "procuratore legale");
- D. Lgs. 2 febbraio 2001, n. 96 ("Attuazione della direttiva 98/5/CE volta a facilitare l'esercizio permanente della professione di avvocato in uno Stato membro diverso da quello in cui è stata acquisita la qualifica professionale");
- Legge 25 novembre 2003, n. 339 ("Norme in materia di incompatibilità dell'esercizio della professione di avvocato").
- Legge 31 dicembre 2012, n. 247 ("Nuova disciplina dell'ordinamento della professione forense").[11]

Per essere abilitati all'esercizio della professione di avvocato bisogna, oltre a essere in possesso del diploma di laurea in giurisprudenza, svolgere di un periodo di tirocinio presso altro avvocato - che non è obbligato ad accogliere un praticante se non nei limiti delle proprie possibilità - abilitato da non meno di cinque anni. Infine aver superato un esame di Stato finale.
Molte e significative novità sono state introdotte dalla legge n. 247/2012; tra le più significative anzitutto la specificazione circa il conseguimento della laurea che deve esser ottenuta dopo aver portato a termine un corso di studi universitario della durata di non meno quattro anni, l'abbreviazione del periodo di tirocinio che comunque non può essere inferiore alla durata di 18 mesi (mentre in precedenza era di due anni) introduzione dell'obbligo di seguire, contemporaneamente all'espletamento di detto tirocinio, dei corsi di formazione obbligatori, presso enti di cui al decreto del Ministero della giustizia 9 febbraio 2018, n. 17 (anche presso una scuola di specializzazione per le professioni legali)  della durata minima non inferiore a 160 ore, l'introduzione della possibilità per i vari ordini forensi di stipulare convenzioni con le università per l'espletamento del tirocinio, una nuova disciplina dell'esame abilitante alla professione e la previsione di nuove modalità per il suo l'espletamento rimettendo la disciplina delle modalità di svolgimento alla decretazione ministeriale; previsione attuata col decreto del ministero della giustizia 17 marzo 2016 n. 70. La riforma ha pure esplicitamente affermato la possibilità per l'avvocato di esercitare l'incarico professionale anche a proprio favore, anche se ciò non è consentito nel processo penale italiano, e che l'incarico possa essere espletato a titolo gratuito. Viene inoltre introdotta la possibilità di conseguire delle specializzazioni dopo aver frequentato - con esito positivo - appositi percorsi di formazione biennali secondo le modalità stabilite con regolamento dal Ministero della giustizia previo parere del Consiglio nazionale forense, nonché l'obbligo a carico del professionista di stipulare un'assicurazione a copertura della responsabilità civile derivante dall'esercizio della professione, nonché polizza contro gli infortuni per sé e per i collaboratori, ed è inoltre tenuto a curare la propria formazione continua e ad aggiornarsi professionalmente, secondo le modalità stabilite dal Consiglio Nazionale Forense. La mancata osservanza di queste disposizioni comporta l'irrogazione di sanzioni disciplinari.
Riguardo ai compensi, il decreto legge 24 gennaio 2012, n. 1 - convertito in legge 24 marzo 2012, n. 27 - ha abolito le tariffe previste dal sistema ordinistico, lasciando la determinazione circa l'ammontare della parcella alla libertà delle parti, di regola per iscritto al conferimento dell'incarico, tuttavia la legge n. 247/2012 prevede la definizione con decreto ministeriale di parametri per la determinazione del compenso in caso le parti non abbiano pattuito lo stesso all'atto del conferimento dell'incarico medesimo. Tale ultima disposizione è stata attuata col decreto del Ministero della Giustizia n. 55 del 10 marzo 2014, parimenti la legge prevede che le modalità per la liquidazione siano altresì stabilite da decreto ministeriale. La riforma del 2012 ha anche innovato la disciplina dell'esame di abilitazione all'esercizio della professione, anche se fino al secondo anno successivo alla data di entrata in vigore della norma, l'accesso all'esame di abilitazione all'esercizio della professione di avvocato resta disciplinato dalle disposizioni vigenti prima dell'entrata in vigore della legge del 2012, fatta salva la riduzione a diciotto mesi del periodo di tirocinio. Ha infine stabilito che l'iscrizione all'albo professionale comporta l'iscrizione automatica alla cassa nazionale di previdenza e assistenza forense e obbliga gli avvocati a versare contributi previdenziali minimi nel caso non vengano raggiunti parametri reddituali minimi previsti.

## Caratteristiche
L'avvocatura si divide in grandi branche: civilistica, penalistica e amministrativistica, a seconda della natura delle controversie e dei diritti oggetto delle stesse in un processo. L'opera dell'avvocato ha caratteristica di lavoro autonomo in quanto esercizio di una professione intellettuale. Ne consegue quindi che di là dall'organizzazione, del numero di collaboratori, sostituti o associati nonché del fatturato dello studio, l'avvocato non riveste qualità d'imprenditore e la sua non è attività d'impresa.
Il d.lgs. 2 febbraio 2001, n. 96 - in attuazione della direttiva dell'Unione europea n. 98/5/CE - ha introdotto la possibilità dell'esercizio della professione tramite l'istituzione di società tra avvocati, ciò tuttavia non delinea comunque una nuova fattispecie tipica dell'istituto poiché la norma fa riferimento all'organizzazione per l'esercizio della professione: conseguentemente l'avvocato non può essere soggetto a fallimento in relazione a debiti contratti nell'esercizio della professione, che attengono sempre alla sfera personale. La responsabilità dell'avvocato, sempre personale, è comunque un'obbligazione di mezzi e non oggettivamente di risultato. In altre parole, è tenuto a prestare l'opera con la massima diligenza e secondo la migliore scienza del momento ma oltre a questo non può rispondere del mancato conseguimento del risultato desiderato dal suo patrocinato.

### Competenze e facoltà
La presenza dell'avvocato, per esercitare sostanzialmente il diritto di difesa è pressoché obbligatoria; tuttavia in alcuni procedimenti innanzi al giudice di pace, la parte può stare personalmente in giudizio. Inoltre, allorché la parte ovvero il suo rappresentante legale abbia la qualità necessaria a esercitare con procura l'ufficio di difensore presso il giudice adito, può stare in giudizio senza il ministero di altro difensore. Negli altri casi (cioè davanti a tutti gli altri giudici) è necessaria l'assistenza di un avvocato difensore. Ove il giudizio sia avanti alla Corte di Cassazione, il difensore deve essere un avvocato abilitato al patrocinio avanti le giurisdizioni superiori.
Nei procedimenti penali è invece inderogabilmente obbligatoria l'assistenza e difesa a mezzo di un avvocato difensore, abilitato al patrocinio avanti al giudice competente per il reato per cui si procede, per chi rivesta qualità d'indagato ovvero di imputato, poiché non è ammessa autodifesa se non nei principi e limiti e previsti dalla legge. Nel caso l'interessato non intenda nominare un difensore, ne verrà nominato uno d'ufficio ex art. 97 codice di procedura penale italiano dall'autorità giudiziaria procedente che lo sceglierà fra i difensori iscritti in un apposito elenco. Nei giudizi penali avanti alla Corte suprema di cassazione, qualora l'imputato sia privo di difensore ovvero questi non sia abilitato al patrocinio avanti alle giurisdizioni superiori, il presidente del collegio provvede a nominare ex art. 613 del codice di procedura penale italiano un difensore che abbia tale abilitazione. Il difensore d'ufficio ha i medesimi obblighi e doveri del difensore fiduciario e deve essere retribuito dall'assistito, salvo che lo stesso non sia stato ammesso al patrocinio a spese dello Stato.
L'avvocato italiano può inoltre, ai sensi della legge 21 gennaio 1994, n. 53 se munito di procura alle liti di cui all'art. 83 del codice di procedura civile italiano e autorizzato dal proprio ordine, effettuare notifiche di atti in materia civile, amministrativa e stragiudiziale sia a mezzo posta sia di persona. Deve inoltre redigere relazione di notifica e annotare su apposito registro la avvenuta notifica; in tal caso egli è pubblico ufficiale. Egli inoltre - in base al combinato disposto del d.lgs. 27 luglio 1989, n. 271 e della legge 7 dicembre 2000, n. 397 - può anche effettuare investigazioni difensive per conto dei propri assistiti, e anche avvalersi allo scopo investigatori privati. L'emissione di parcella è sempre obbligatoria; per quanto riguarda la riscossione degli onorari nei confronti dei clienti essi possono beneficiare, esperendo un procedimento d'ingiunzione, un rito speciale previsto dalla legge n. 794/1942.
In punto di disciplina professionale, l'avvocato è soggetto alla vigilanza del Consiglio dell'Ordine degli Avvocati presso cui è iscritto, che è territorialmente competente in relazione a un eventuale procedimento disciplinare (l'"ordine nazionale forense", è la federazione degli ordini degli avvocati, ai sensi del R.D.L. 27 novembre 1933, n. 1578 convertito in legge 22 gennaio 1934, n. 36, ora modificato con legge 31 dicembre 2012, n. 247). Ove la mancanza disciplinare sia stata commessa nel circondario di un tribunale differente da quello di appartenenza, sussiste la competenza concorrente del consiglio dell'ordine del luogo della commessa violazione. L'avvocato cui il competente consiglio dell'ordine abbia inflitto una sanzione disciplinare può proporre gravame contro la stessa al Consiglio Nazionale Forense, deducendo sia in punto merito sia in via di diritto. Avverso la decisione del Consiglio Nazionale Forense, che riveste natura di provvedimento giurisdizionale, ove la stessa sia sfavorevole, potrà essere esperito ricorso alla Corte suprema di cassazione. Qualora il professionista sia soggetto a perquisizione, ispezione o sequestro deve esserne avvisato (sotto comminatoria di nullità) il consiglio dell'ordine cui appartiene l'avvocato, affinché possa presenziare il presidente o un consigliere.

### Il segreto professionale
L'avvocato è tenuto all'osservanza del segreto professionale; inoltre non può essere obbligato a deporre nei giudizi di qualunque specie su ciò che sia stato a lui confidato ovvero di cui abbia avuto conoscenza in ragione del suo ufficio.
L'art. 334-bis c.p.p. esonera il difensore dall'obbligo di denuncia (cui i privati sono tenuti ex art. 364 c.p. nel caso vengano a conoscenza di un delitto contro la personalità dello Stato punito con la pena dell'ergastolo) dei reati di cui sia venuti a conoscenza in occasione della propria attività professionale. L'art. 103 c.p.p. fissa alcune garanzie a salvaguardia della libertà del difensore: le ispezioni e le perquisizioni presso gli studi dei difensori possono essere consentite solamente allorché il legale rivesta qualità d'imputato per rilevare tracce o altri effetti materiali del reato.

### Il patrocinio per particolari giurisdizioni
Per patrocinare davanti ad alcune corti, ovvero:
- Corte Costituzionale;
- Corte suprema di cassazione;
- Consiglio di Stato;
- Tribunale Superiore delle acque pubbliche

è necessario essere iscritti nell'elenco degli avvocati abilitati al patrocinio avanti le giurisdizioni superiori. Ad esempio, l'albo speciale dei cassazionisti, al quale possono iscriversi gli avvocati che abbiano esercitato l'attività continuativamente per almeno 12 anni, che abilita alla difesa davanti alla Suprema Corte di Cassazione e alle altre giurisdizioni superiori. Le condizioni necessarie per l'abilitazione per tali giurisdizioni sono:
- Aver almeno cinque anni di iscrizione in un albo circondariale e aver l'esame previsto dalla legge 28 maggio 1936, n. 1003, articolantesi in tre prove scritte (aventi come oggetto la redazione di un ricorso in Cassazione in materia civile, penale e amministrativa) e una prova orale.
- Possedere una anzianità di iscrizione ad albo circondariale di otto anni e aver frequentato la Scuola superiore dell’avvocatura. La frequenza della scuola deve concludersi con una verifica finale di idoneità. Tale verifica è eseguita da una commissione d'esame designata dal Consiglio Nazionale Forense e composta dai suoi membri, avvocati, professori universitari e magistrati addetti alla Corte di cassazione.

### Le specializzazioni
Introdotte dalla legge n. 247/2012, la relativa regolamentazione viene emanata con decreto ministeriale. Per l'ottenimento del titolo è necessario essere in possesso di alcuni requisiti quali:
- frequenza con esito positivo, negli ultimi 5 anni, di corsi di specializzazione o, alternativamente, possesso di una comprovata esperienza nel settore per cui si faccia richiesta;
- assenza nei tre anni precedenti di sanzioni disciplinari definitive, diverse dall'avvertimento, conseguenti a un comportamento realizzato in violazione del dovere di competenza o di aggiornamento professionale;
- assenza, nei due anni precedenti, di revoca di un titolo di specialista precedentemente conseguito.

Il rilascio del titolo è subordinato alla presentazione di domanda al Consiglio Nazionale Forense, che potrà revocarla d'ufficio o su istanza di parte in caso di inadempimenti quali il mancato degli obblighi di formazione continua ovvero di deposito nei termini della dichiarazione e della documentazione prevista.
Sono attualmente regolamentate dal decreto del Ministero della Giustizia 12 dicembre 2020, n. 63 che ha sostituito quello del. 12 agosto 2015, n. 144 parzialmente annullato dalla sentenza del Consiglio di Stato 28 novembre 2017, n. 5575 relativamente alle disposizioni circa i settori di specializzazione e l'accertamento dell'esperienza necessaria a ottenere il titolo di specialista; al riguardo nel 2018 il Ministero aveva diffuso un nuovo schema di regolamento che prevede dieci settori di specializzazione, in attesa di approvazione.
Le tipologie di specializzazione - ognuna delle quali prevede differenti indirizzi - sono:
1. diritto civile;
2. diritto penale;
3. diritto amministrativo;
4. diritto del lavoro e della previdenza sociale;
5. diritto tributario, doganale e della fiscalità internazionale;
6. diritto internazionale;
7. diritto dell’Unione europea;
8. diritto dei trasporti e della navigazione;
9. diritto della concorrenza;
10. diritto dell’informazione, della comunicazione digitale e della protezione dei dati personali;
11. diritto della persona, delle relazioni familiari e dei minorenni;
12. tutela dei diritti umani e protezione internazionale;
13. diritto dello sport.

## La figura delpraticante avvocato
La disciplina relativa alla pratica forense è contenuta nel D.P.R. 10 aprile 1990, n. 101 e dal decreto del Ministero della Giustizia del 17 marzo 2016, n. 70; il praticante avvocato che ne faccia richiesta, e previa certificazione dell'avvocato presso il quale svolga la sua attività, può essere iscritto in un registro speciale tenuto dal consiglio dell'ordine degli avvocati presso il tribunale ordinario nella cui circoscrizione giudiziaria abbia la residenza, venendo sottoposti al potere disciplinare del consiglio stesso; ciò gli consente, per un periodo non superiore a sei anni, di essere ammesso all'esercizio limitato della professione di fronte al tribunale ordinario in composizione monocratica e agli uffici del giudice di pace presenti nel distretto della relativa Corte di Appello, sebbene non possano essere nominati difensore d'ufficio, e comunque con le limitazioni previste dalla legge 16 dicembre 1999, n. 479, ovvero:
- negli affari civili: per le cause, anche se relative a beni immobili, il cui valore non ecceda i 25.822,54 euro; per le cause possessorie (salvo il deposto dell'art. 704 c.p.c.); quelle per denuncia di nuova opera o danno temuto (salvo il disposto dell'art. 688, comma 2 c.p.c.); a queste devono aggiungersi altresì le cause relative a rapporti di locazione e comodato di immobili urbani e ad affitto di azienda, non di competenza delle sezioni specializzate agrarie;
- negli affari penali: per i casi di citazione diretta a giudizio (art. 550 c.p.p.); vale a dire le ex cause pretorili la cui cognizione è attualmente devoluta al tribunale in composizione monocratica ovvero al giudice di pace.

Alcuni ordini possono prevedere come ulteriore requisito il giuramento che deve essere prestato davanti al presidente del tribunale della circoscrizione giudiziaria in cui il praticante è iscritto. Il praticante, che nel frattempo non abbia superato l'esame, decade dall'abilitazione, fatta salva la possibilità comunque di continuare a sostenere l'esame di Stato.
Oltre che dalle norme dell'ordinamento forense, l'attività del praticante abilitato al patrocinio è soggetta alla disciplina degli artt. 2229-2238 del codice civile relativi alla professioni intellettuali. Il praticante abilitato non risponde dei danni all'assistito allorché la prestazione richieda la soluzione di problemi tecnici di speciale difficoltà, salvi i casi di dolo o colpa grave da parte del professionista. Il praticante abilitato può, sotto la personale responsabilità, avvalersi di sostituti e/o ausiliari ai sensi dell'art. 2232 del codice civile e, più in particolare, dei soggetti di cui all'art. 102 del c.p.p. Infine egli non è tenuto per legge ad assicurarsi sulla responsabilità professionale.
Sulle facoltà del praticante, l'art. 41, comma 12 della legge n. 247/2012 è intervenuta sull'argomento:
Ai sensi dell'art. 8, comma 2 del R.D.L. 27 novembre 1933, n. 1578, si prevede la perdita dell'ammissione al patrocinio dopo il decorso della durata prevista, ma non la cancellazione dal registro dei praticanti, come statuito ai sensi della sentenza della Suprema Corte di Cassazione - sezioni unite - 30 giugno 2008 n. 17761. L'art. 17 della legge n. 247/2012 distingue inoltre tra ipotesi di cancellazione dall'albo dei praticanti abilitati che possano avvenire per richiesta dello stesso praticante, oppure d'ufficio

## Disciplina dell'esame per l'accesso alla professione
Con cadenza annuale, viene emanato dal Ministero della giustizia un bando per il conseguimento dell'abilitazione all'esercizio della professione di avvocato previo superamento di un esame di abilitazione, che ne stabilisce modalità e requisiti in base alla legge n. 247/2012. Al termine del tirocinio, il candidato deve presentare domanda presso la Corte d'Appello del distretto in cui è stata svolta la pratica forense. Secondo l'art. 46 della legge n. 247/2012, l'esame di abilitazione alla professione forense si articola in tre prove scritte e una prova orale; mentre la disciplina dell'esame è stata ridefinita dal decreto del Ministero della Giustizia del 25 febbraio 2016, n. 48. È tuttavia stabilito che in via transitoria, ovvero per i primi due anni di entrata in vigore della riforma del 2012, l'esame venga disciplinato secondo le norme previgenti.
La prova scritta, il superamento della quale è necessario per l'ammissione a quella orale, generalmente si svolge nel mese di dicembre, e si sostanzia in:
- la redazione di un parere motivato, da scegliere tra due questioni in materia regolata dal codice civile;
- la redazione di un parere motivato, da scegliere tra due questioni in materia regolata dal codice penale;
- la redazione di un atto giudiziario, che postuli conoscenze di diritto sostanziale e di diritto processuale, in una materia scelta dal candidato tra il diritto privato, il diritto penale e il diritto amministrativo.

Per il superamento della prova scritta è necessario conseguire in punteggio non inferiore a 30 punti in ciascuna prova, ottenendo quindi un punteggio complessivo di 90 punti. I risultati vengono pubblicati presso la Corte d'Appello.
Dopo almeno 30 giorni dai risultati delle prove scritte ha inizio il primo appello orale (cosiddetto pre-appello che si svolge solitamente nel mese di luglio), cui fa seguito un ulteriore appello, detto ordinario (che, con decorrenza dalla prima decade del mese di settembre, si protrae sino a novembre inoltrato e si conclude prima delle tre prove scritte della sessione d'esame successiva, prove che hanno luogo nel mese di dicembre del medesimo anno solare). Essa comprende, oltre all'illustrazione dei pareri scritti e dell'atto giudiziario redatto, la dimostrazione, da parte dell'aspirante avvocato, della conoscenza di sette materie di cui cinque tassativamente obbligatorie tra cui due di diritto sostanziale e due di diritto processuale. Esse sono:
- diritto civile;
- diritto penale;
- diritto processuale civile;
- diritto processuale penale;
- ordinamento e deontologia forense

nonché di altre due materie, a scelta del candidato, fra le seguenti:
- diritto costituzionale;
- diritto amministrativo;
- diritto del lavoro;
- diritto commerciale;
- diritto dell'Unione europea;
- diritto internazionale privato;
- diritto tributario;
- diritto ecclesiastico;
- ordinamento giudiziario e ordinamento penitenziario.

Per il superamento della prova orale si richiede - parimenti come la prova scritta - un punteggio di almeno 30 punti in ciascuna materia.

## L'iscrizione all'albo professionale
L'attestazione di superamento dell'esame è titolo per richiedere l'iscrizione nell'albo degli avvocati tenuto dal Consiglio dell'Ordine competente per il circondario nel quale si intende eleggere il domicilio professionale; è però necessario per non incorrere nella cancellazione dall'albo professionale, il possesso dei requisiti previsti dall'art. 17 della legge n. 247/2012 (salve le disposizioni di convenzioni internazionali):
a) essere cittadino italiano o di Stato appartenente all'Unione europea, salvo quanto previsto dal comma 2 per gli stranieri cittadini di uno Stato non appartenente all'Unione europea;
b) avere superato l'esame di abilitazione;
c) avere il domicilio professionale nel circondario del tribunale ove ha sede il consiglio dell'ordine;
d) godere del pieno esercizio dei diritti civili;
e) non trovarsi in una delle condizioni di incompatibilità previste dalla legge;
f) non essere sottoposto ad esecuzione di pene detentive, di misure cautelari o interdittive;
g) non avere riportato condanne per i reati di cui all'articolo 51, comma 3-bis, del codice di procedura penale e per quelli previsti dagli articoli 372, 373, 374, 374-bis, 377, 377-bis, 380 e 381 del codice penale;
h) essere di condotta irreprensibile secondo i canoni previsti dal codice deontologico forense.
Occorre inoltre aver consegnato quota iscrizione, verbale di giuramento e documentazione supplementare presso il proprio Consiglio dell'Ordine. Il Consiglio dell'Ordine delibera favorevolmente dopo aver valutato la sussistenza dei requisiti di legge per l'iscrizione nonché l'insussistenza attuale delle incompatibilità previste ex art. 18 della legge n. 247/2012, salve le eccezioni previste dall'art. 19. L'iscrizione all'Albo è seguita da un impegno solenne reso in seduta pubblica dinanzi Consiglio dell'Ordine degli avvocati. Solo a seguito di tale giuramento è consentito l'uso del titolo di avvocato e il pieno esercizio delle professione. L'avvocato può esercitare l'attività di difesa davanti a tutti gli organi giurisdizionali della Repubblica.

## L'"avvocatura pubblica" e l'elenco speciale
L'art. 3 del regio decreto-legge 27 novembre 1933, n. 1578 consente ai dipendenti pubblici muniti del titolo di avvocato di poter esercitare la libera professione, con l'assunzione dei relativi obblighi e della relativa responsabilità, a condizione che l'avvocato sia stabilmente preposto ad apposito servizio legale presso una pubblica amministrazione italiana, e l'esercizio avvenga per conto dell'ente e consista nella cura degli affari dello stesso. Nell'albo professionale vi è un elenco speciale ove sono iscritti tali soggetti, così come pure i enti ovvero i professori universitari di materie giuridiche; questi ultimi possono esercitare la professione senza alcuna incompatibilità.
La giurisprudenza, tanto di Cassazione a Sezioni Unite, quanto della Corte Costituzionale, hanno costantemente evidenziato che l'iscrizione all'elenco speciale annesso all'albo di cui all'art. 3, ultimo comma, lett. b), RDL n. 1578/1933, essendo prevista per gli avvocati degli uffici legali degli enti indicati nel precedente comma 2, richiede il concorso di due presupposti:
1. deve esistere nell'organizzazione dell'ente pubblico un'avvocatura che costituisca un'entità organica autonoma;
2. il dipendente dell'ente deve essere in possesso del titolo abilitativo e deve essere adibito in via continuativa e non a titolo precario a svolgere l'attività professionale per conto dell'ente.

La stessa Suprema Corte di Cassazione ha avuto modo di precisare, nel 1996 e nel 2008, che le norme organizzative in materia di avvocati pubblici devono farsi carico di disciplinare separatamente due aspetti: quello che riguarda il dipendente pubblico e quello che afferisce al professionista avvocato. Tuttavia, poiché il R.D.L. n. 1578/1933 riveste carattere di norma primaria, il riconoscimento della peculiarità dello status di professionista legale dipendente da ente pubblico non può essere inciso da contratti collettivi nazionali e/o da accordi sindacali decentrati che contrastino con la citata norma.